# Zemplénagárd
Zemplénagárd là một thị trấn thuộc hạt Borsod-Abaúj-Zemplén, Hungary. Thị trấn này có diện tích 29,11 km², dân số năm 2010 là 771 người, mật độ 26 người/km².